# Lerkil
Lerkil is een plaats in de Zweedse gemeente Kungsbacka in de provincie Hallands län en het landschap Halland. De plaats heeft 411 inwoners (2005) en een oppervlakte van 129 hectare.